# Tatobity
Tatobity (en allemand : Tatobit, précédemment : Tatobyt) est une commune du district de Semily, dans la région de Liberec, en République tchèque. Sa population s'élevait à 589 habitants en 2021.

## Géographie
Tatobity se trouve à 6 km au sud-ouest du centre de Semily, à 27 km au sud-est de Liberec et à 82 km au nord-est de Prague.
La commune est limitée par Radostná pod Kozákovem et Chuchelna au nord, par Slaná au nord-est, par Stružinec à l'est, par Veselá et Žernov au sud, et par Rovensko pod Troskami à l'ouest.

## Histoire
La première mention écrite de la localité date de 1514.

## Administration
La commune se compose de deux sections :
- Tatobity ;
- Žlábek.

## Galerie

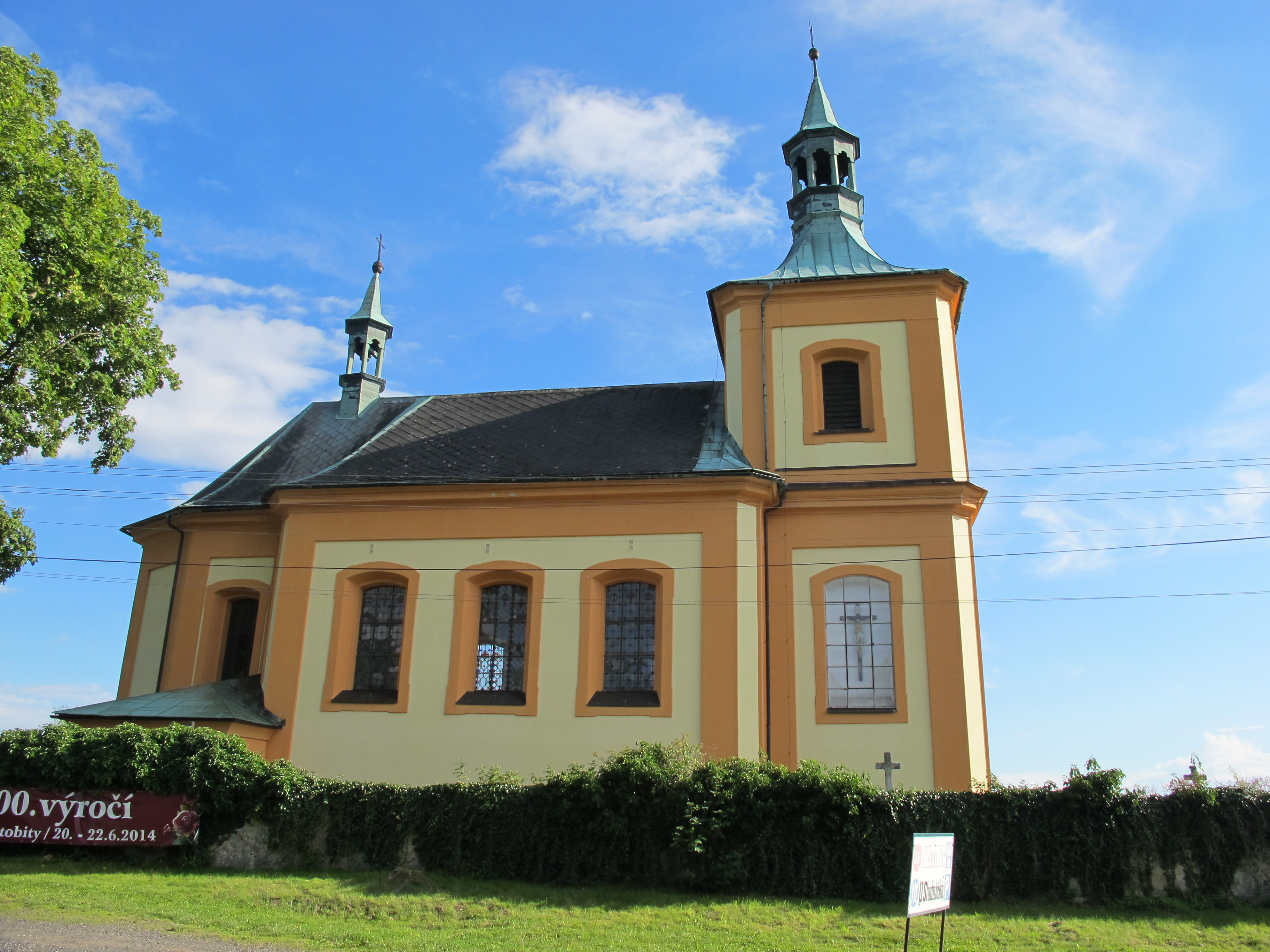
Église Saint-Laurent.
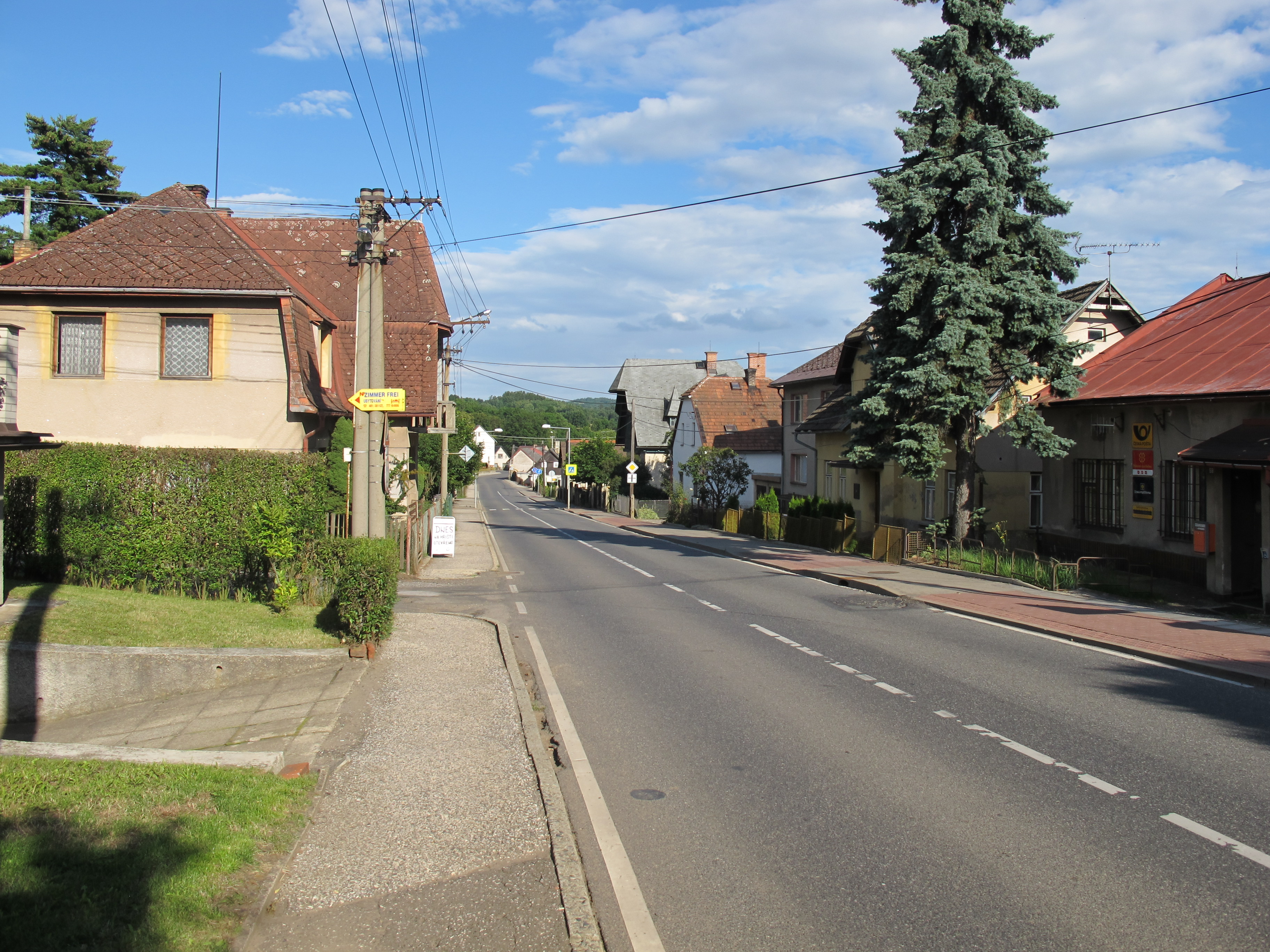
Tatobity : rue principale.

## Transports
Par la route, Tatobity se trouve à 10 km de Semily, à 36 km de Liberec et à 101 km de Prague.